# Костянтин Енгель
Костянтин Енгель (нім. Konstantin Engel; нар. 27 липня 1988, Караганда, Казахська РСР) — казахський футболіст німецького походження, правий захисник німецького клубу «Єддело». Виступав за національну збірну Казахстану.

## Клубна кар'єра
Народився в місті Караганда, Казахська РСР. Футболом розпочав займатися в клубі «Вікторія» (Георгсмарієнгютт), звідки перейшов до «Оснабрюка». Спочатку виступів за другу команду вище вказаного клубу в Оберлізі «Нижня Саксонія». У складі «Оснабрюка II» дебютував у переможному (3:2) поєдинку чемпіонату проти «Гольштайна Кіль». 15 серпня 2008 року дебютував у професіональному футболі в поєдинку Другої Бундесліги проти ФК «Санкт-Паулі». 1 травня 2009 року відзначився своїм першим голом на професіональному рівні у переможному (1:0) виїзному поєдинку проти «Веена» (Вісбаден). Після завершення сезону 2010 року третього дивізіону, знову грав з клубом у другому дивізіоні в сезоні 2010/11 років. «Оснабрюк» посів 16-те місце в турнірній таблиці й після поразки від «Динамо» (Дрезден) повернувся до третього дивізіону.
Напередодні старту сезону 2011/12 років перейшов до «Енергі» (Котбус), з яким підписав 2-річний контракт. На той час команду очолив колишній тренер «Оснабрюка», Клауса-Дітера Волліца. Напередодні старту сезону 2013/14 років, після провалу переговорів про новий контракт, залишив клуб.
12 вересня 2013 року підписав контракт з «Інгольштадтом», з яким у сезоні 2014/15 років став чемпіоном Другої Бундесліги та вийшов до Бундесліги. В еліті німецького футболу в складі нового клубу дебютував 15 серпня 2015 року в переможному (1:0) виїзному поєдинку 1-го туру проти «Майнца».
Після закінчення контракту влітку 2016 року залишив «Інгольштадт» і перейшов до чемпіона Казахстану ФК «Астана». Через відсутність ліцензії у гравця і, отже, не зігравши жодного офіційного матчу, повернувся до Німеччини після півроку перебування в Казахстані.
27 січня 2017 року підписав контракт зі своїм колишнім клубом «Оснабрюк», чинний до 2021 року. У серпні 2017 року захворів на тромбоз руки, через що не грав до кінця 2017 року. За підсумками 34-го тур сезону 2018/19 Енгель разом з «Оснабрюком» перейшов до Другої Бундесліги. 24 квітня 2019 року в півфінальному матчі Кубку Нижньої Саксонії 2018/19 проти «Дрохтерсена/Асселя» Енгель зламав гомілку та малогомілкову кістку. У другій половині наступного сезону захисник зміг знову грати за «Оснабрюк».
Влітку 2021 року Енгель приєднався до команди Регіональної ліги «Схід» «Єддело». У футболці нового клубу дебютував 14 серпня 2021 року в  програному (0:5) поєдинку 1-го туру Регіональної ліги проти «Ганновера 96 II». Костянтин вийшов на поле в стартовому складі, а на 19-ій хвилині його замінив Бастіана Шаффера. Дебютним голом за «Єддело» відзначився 23 жовтня 2021 року на 5-ій хвилині переможного (3:1) домашнього поєдинку 11-го туру Регіональної ліги проти «Борусії» (Гідельсгайм). Енгель вийшов на поле в стартовому складі та відіграв увесь матч, а на 65-ій хвилині отримав жовту картку.

## Кар'єра в збірній
21 травня 2012 року Мірослав Беранек вперше викликав до збірної Казахстану з футболу на поєдинку проти Киргизстану та Вірменії.

## Особисте життя
За словами самого Костянтина, серед його родичів у Казахстані проживає бабуся, яка проживає в Павлодарі.
За словами журналіста Володимира Жаркова, казахстанський паспорт, виданий Енгелю, фальшивий.

## Статистика виступів

### Клубна
Станом на 1 серпня 2020
| Клуб              | Сезону            | Ліга                    | Ліга  | Ліга | Нац. кубок | Нац. кубок | Єврокубок | Єврокубок | Інші  | Інші | Загалом | Загалом |
| Клуб              | Сезону            | Дивізіон                | Матчі | Голи | Матчі      | Голи       | Матчі     | Голи      | Матчі | Голи | Матчі   | Голи    |
| ----------------- | ----------------- | ----------------------- | ----- | ---- | ---------- | ---------- | --------- | --------- | ----- | ---- | ------- | ------- |
| «Оснабрюк»        | 2006–07           | Регіоналліга «Північ»   | 1     | 0    |            |            | –         | –         | –     | –    | 1       | 0       |
| «Оснабрюк»        | 2008–09           | Друга Бундесліга        | 20    | 1    |            |            | –         | –         | 1     | 0    | 21      | 0       |
| «Оснабрюк»        | 2009–10           | Третя ліга Німеччини    | 23    | 1    | 3          | 0          | –         | –         | –     | –    | 26      | 1       |
| «Оснабрюк»        | 2010–11           | Друга Бундесліга        | 23    | 0    | 0          | 0          | –         | –         | 2     | 0    | 25      | 0       |
| «Оснабрюк»        | Загалом           | Загалом                 | 67    | 2    | 3          | 0          | 0         | 0         | 3     | 0    | 73      | 2       |
| «Енергі» (Котбус) | 2011–12           | Друга Бундесліга        | 14    | 0    | 0          | 0          | –         | –         | –     | –    | 14      | 0       |
| «Енергі» (Котбус) | 2012–13           | Друга Бундесліга        | 20    | 0    | 1          | 0          | –         | –         | –     | –    | 21      | 0       |
| «Енергі» (Котбус) | Загалом           | Загалом                 | 34    | 0    | 1          | 0          | 0         | 0         | 0     | 0    | 35      | 0       |
| «Інгольштадт»     | 2013–14           | Друга Бундесліги        | 15    | 0    | 0          | 0          | –         | –         | –     | –    | 15      | 0       |
| «Інгольштадт»     | 2014–15           | Друга Бундесліги        | 14    | 0    | 1          | 0          | –         | –         | –     | –    | 15      | 0       |
| «Інгольштадт»     | 2015–16           | Бундесліга              | 4     | 0    | 0          | 0          | –         | –         | –     | –    | 4       | 0       |
| «Інгольштадт»     | Загалом           | Загалом                 | 33    | 0    | 1          | 0          | 0         | 0         | 0     | 0    | 34      | 0       |
| «Астана»          | 2016              | Прем'єр-ліга Казахстану | 0     | 0    | 0          | 0          | 0         | 0         | 0     | 0    | 0       | 0       |
| «Оснабрюк»        | 2016–17           | Третя ліга Німеччини    | 16    | 2    | 0          | 0          | –         | –         | –     | –    | 16      | 2       |
| «Оснабрюк»        | 2017–18           | Третя ліга Німеччини    | 18    | 2    | 1          | 0          | –         | –         | –     | –    | 19      | 2       |
| «Оснабрюк»        | 2018–19           | Третя ліга Німеччини    | 24    | 1    | 0          | 0          | –         | –         | –     | –    | 24      | 1       |
| «Оснабрюк»        | 2019–20           | Друга Бундесліга        | 4     | 0    | 0          | 0          | –         | –         | –     | –    | 4       | 0       |
| «Оснабрюк»        | 2020–21           | Друга Бундесліга        | 0     | 0    | 0          | 0          | –         | –         | –     | –    | 0       | 0       |
| «Оснабрюк»        | Загалом           | Загалом                 | 62    | 5    | 1          | 0          | 0         | 0         | 0     | 0    | 63      | 5       |
| Усього за кар'єру | Усього за кар'єру | Усього за кар'єру       | 196   | 7    | 6          | 0          | 0         | 0         | 3     | 0    | 205     | 7       |

### У збірній

#### По роках
Станом на 13 жовтня 2015
| Національна збірна | Рік     | Матчі | Голи |
| ------------------ | ------- | ----- | ---- |
| Казахстан          | 2012    | 2     | 0    |
| Казахстан          | 2013    | 4     | 0    |
| Казахстан          | 2014    | 2     | 0    |
| Казахстан          | 2015    | 3     | 0    |
| Загалом            | Загалом | 11    | 0    |

#### По матчах
| Дата       | Місто    | Господарі         | Результат | Гості      | Турнір            | Голи | Примітки |
| ---------- | -------- | ----------------- | --------- | ---------- | ----------------- | ---- | -------- |
| 26-03-2013 | Нюрнберг | Німеччина         | 4 – 1     | Казахстан  | Відбір до ЧС 2014 | -    |          |
| 14-08-2013 | Астана   | Казахстан         | 1 – 0     | Грузія     | товариський матч  | -    | 69'      |
| 11-10-2013 | Торсгавн | Фарерські острови | 1 – 1     | Казахстан  | Відбір до ЧС 2014 | -    |          |
| 15-10-2013 | Дублін   | Ірландія          | 3 – 1     | Казахстан  | Відбір до ЧС 2014 | -    |          |
| 05-03-2014 | Анталія  | Литва             | 1 – 1     | Казахстан  | товариський матч  | -    | 46'      |
| 31-03-2015 | Хімки    | Росія             | 0 – 0     | Казахстан  | товариський матч  | -    |          |
| 10-10-2015 | Астана   | Казахстан         | 1 – 2     | Нідерланди | Відбір до ЧЄ 2016 | -    |          |
| 13-10-2015 | Рига     | Латвія            | 0 – 1     | Казахстан  | Відбір до ЧЄ 2016 | -    |          |
| Усього     |          | Матчів            | 8         |            | Голів             | 0    |          |

## Досягнення
«Оснабрюк»
- Друга Бундесліга
  -  Чемпіон (2): 2010/11, 2019/20

«Інгольштадт 04»
- Друга Бундесліга
  -  Чемпіон (1): 2015/16